# San Juan Bosco (Ecuador)
San Juan Bosco ist eine Ortschaft und die einzige Parroquia urbana im Kanton San Juan Bosco der ecuadorianischen Provinz Morona Santiago. Die Parroquia besitzt eine Fläche von 153,8 km². Beim Zensus 2010 betrug die Einwohnerzahl der Parroquia 2177. Davon lebten 1390 Einwohner im urbanen Bereich von San Juan Bosco.

## Lage
Die Parroquia San Juan Bosco liegt an der Ostflanke der Cordillera Real. Das Areal wird über mehrere Flüsse nach Osten zum Río Zamora entwässert. Der etwa 1200 m hoch gelegene Hauptort befindet sich am Río Pan de Azúcar, rechter Quellfluss des Río Indanza. San Juan Bosco befindet sich 100 km südsüdwestlich der Provinzhauptstadt Macas. Die Fernstraße E45 (Macas–Zamora) durchquert das Verwaltungsgebiet in südlicher Richtung und passiert dabei den Hauptort.
Die Parroquia San Juan Bosco grenzt im Nordosten an die Parroquia General Plaza (Kanton Limón Indanza), im Nordosten an die Parroquia Pan de Azúcar, im Osten und im Südosten an die Parroquias Santiago de Pananza und San Jacinto de Wakambeis, im Südwesten an das Municipio von Gualaquiza (Kanton Gualaquiza) sowie im nördlichen Westen an die Parroquia El Rosario (ebenfalls im Kanton Gualaquiza).

## Geschichte
Die Parroquia San Juan Bosco wurde am 11. Februar 1963 gegründet (Registro Oficial N° 379). Sie wurde zu Ehren des katholischen Priesters Don Bosco benannt. Am 30. Juni 1992 wurde der Kanton San Juan Bosco eingerichtet und San Juan Bosco wurde eine Parroquia urbana und Sitz der Kantonsverwaltung.

## Ökologie
Der Westen der Parroquia liegt im Schutzgebiet Área Ecológica de Conservación Municipal Siete Iglesias.